# Meleto
Meleto (en griego antiguo, Μέλητος: Mélētos) fue un antiguo poeta trágico ateniense del siglo V a. C. que destacó por su acusación en el Juicio de Sócrates.
Era nativo del demo de Piteas y aún no era casi conocido hasta que hizo la acusación contra Sócrates, aunque es mencionado por Aristófanes, quien dice que en su juventud habría escrito alguna obra. Cuando acusó a Sócrates debía tener unos 40 o 45 años. 
La Apología de Sócrates de Platón, nombra a Meleto como el principal perpetrador de la acusación contra Sócrates. Dice además, que era conocido como poeta y supone que la acusación fue debida a un resentimiento personal.
Su poesía era de carácter erótico. Suidas lo menciona como orador y como poeta. Es también nombrado en el Eutifrón de Platón. Después de la muerte de Sócrates, los atenienses se arrepintieron y mataron a Ánito a pedradas. 
Un Meleto, que fue uno de los acusadores de la profanación y mutilación de los hermas, en 415 a. C. (Véase Hermocópidas). Es probablemente el mismo personaje que después fue un activo partidario de los Treinta Tiranos y más tarde acusador de Andócides.
Debido a su falta de habilidad oratoria y a otra evidencia que tenemos, se cree que Meleto era muy joven en la época de la muerte de Sócrates y que probablemente no fuese el verdadero líder del movimiento contra el filósofo, sino que simplemente era el portavoz de un grupo dirigido por Ánito.  
Meleto podría haber sido poeta de oficio y posiblemente un fanático religioso más preocupado por los alegatos de asebeia (impiedad) que por los cargos de corrupción de los jóvenes de que se acusaba a Sócrates. Algunos piensan que los principales motivos de Meleto fueron lo que dijo de que Sócrates había avergonzado a los poetas (en Gorgias de Platón, Sócrates acusa a los poetas y oradores de aduladores y dice que solo pueden impresionar a las mujeres, los niños y los esclavos).
En Eutifrón, Platón describe a Meleto como el más joven de los tres acusadores, con «pico, y cabello lacio y largo, y con barba mal crecida». Platón escribió que, antes del juicio de Sócrates, Meleto era un «'desconocido» para él. Durante las primeras tres horas del juicio, cada uno de los tres acusadores se puso de pie en el tribunal ubicado en el centro de Atenas para pronunciar ante el jurado sus discursos ya preparados de antemano en contra de Sócrates. En nuestros días no se conserva ningún registro del discurso de Meleto.  
Sin embargo, sí contamos con la pregunta de Sócrates a Meleto gracias a los textos de Platón (en aquellos días, el defendido siempre contaba con esta acción procedimental de refutar al acusador). Por medio de su conocido método socrático, Sócrates hace que Meleto parezca un tonto. Este dice que Sócrates corrompe a los jóvenes atenienses, pero no puede proporcionar ningún motivo de porqué lo hace. Sócrates demuestra que si hiciera algo así, seguramente lo haría en la ignorancia, porque ningún hombre haría el mal en forma intencional a aquellos que viven a su alrededor. En cuanto a la acusación de que Sócrates creía en espíritus extraños y no en los dioses del Estado, Sócrates engaña a Meleto para que diga que los espíritus son descendientes de los dioses, y puesto que nadie cree en flautas que toquen sin un flautista, ni en hijos de caballos sin caballos de por medio, ¿cómo podría Sócrates creer en la descendencia de los dioses sin creer en los dioses? Durante la mayor parte de su repregunta, Meleto permanece en silencio, lo que nos lleva a creer que no tiene respuestas que brindar a Sócrates.
El historiador griego Diógenes Laercio, quien vivió durante la primera mitad del siglo III a. C., informó dubitativo de que luego de la ejecución de Sócrates «los atenienses sintieron tal remordimiento» que ejecutaron a Meleto.